# Dmitri Logunov
Dmitri Viktorovich Logunov (Volgograd, 25 maggio 1962) è un aracnologo russo naturalizzato inglese.

## Biografia
Effettuati gli studi superiori a Batumi, in Georgia, si è laureato in entomologia e zoologia all'Università di San Pietroburgo con una tesi sui ragni, suo principale campo di studi.
Dal 1996 al 2001 è stato curatore della collezione di aracnidi del museo zoologico di Novosibirsk. Dal 2001 è curatore della sezione artropodi del Manchester Museum della città inglese omonima.
Membro di numerose associazioni internazionali in campo aracnologico ed entomologico, ha attualmente all'attivo oltre 150 pubblicazioni scientifiche principalmente sulla sistematica, tassonomia e morfologia dei ragni, in modo particolare della famiglia Salticidae.

## Taxa descritti
- Asianellus Logunov & Heciak, 1999, ragno (Salticidae)
- Proszynskiana Logunov, 1996, ragno (Salticidae)
- Tuvaphantes Logunov, 1993, ragno (Salticidae)
- Chinattus Logunov, 1999, ragno (Salticidae)

## Denominati in suo onore
- Acantholycosa logunovi Marusik, Azarkina & Koponen, 2004, ragno (Lycosidae)
- Aelurillus logunovi Azarkina, 2004, ragno (Salticidae)
- Clubiona logunovi Mikhailov, 1990, ragno (Clubionidae)
- Micaria logunovi Zhang, Song & Zhu, 2001, ragno (Gnaphosidae)
- Mogrus logunovi Prószynski, 2000, ragno (Salticidae)
- Oreoneta logunovi Saaristo & Marusik, 2004, ragno (Linyphiidae)
- Parasyrisca logunovi Ovtsharenko, Platnick & Marusik, 1995, ragno (Gnaphosidae)
- Pellenes logunovi Marusik, Hippa & Koponen, 1996, ragno (Salticidae)
- Xysticus logunovi Seyfulina & Mikhailov, 2004, ragno (Thomisidae)

## Pubblicazioni
Un elenco esaustivo delle pubblicazioni è presente in questa pagina del Siberian Zoological Museum